# Pułkownik Tucewicz
Samochód pancerny „Pułkownik Tucewicz” (ros. Бронеавтомобиль „Полковник Туцевич”) – rosyjski samochód pancerny Białych podczas rosyjskiej wojny domowej.
Został zdobyty przez Białych podczas walk o Charków 24–25 czerwca 1919 r., kiedy jego załoga złożona z marynarzy została wzięta do niewoli i rozstrzelana (dowódca zginął). W składzie wojsk bolszewickich maszyna nosiła nazwę „Towarzysz Artiom”. Biali nazwali ją na cześć poległego na początku czerwca tego roku płk. Wiaczesława P. Tucewicza. Pancerka była typem lekkiego samochodu pancernego marki Iżorski-Fiat. Załoga składała się z 5 ludzi. Samochód pancerny działał w składzie oddziałów drozdowskich Sił Zbrojnych Południa Rosji gen. Antona I. Denikina do jesieni 1919 r., kiedy został zniszczony.